# Ностромо
«Ностро́мо: Приморское сказание» (англ. Nostromo: A Tale of the Seaboard, 1904) — политический роман британского писателя Джозефа Конрада, в котором рассказывается об освободительной борьбе вымышленного южноамериканского государства Костагуана.
Автора занимает проблема империализма и его разлагающего действия даже на лучших людей, каковым является главный герой романа — моряк Ностромо. По мнению критика Карен Хьюитт, описанные в романе события типичны для политической жизни в слаборазвитых странах рубежа XIX—XX веков.
Как описывает историю создания романа сам автор, эмигрировавший из Российской империи в 1874 г., он в 1875—1876 гг. молодым плавал в Мексиканском заливе, редко сходя на берег, и тогда услыхал историю о неком мужчине, который, якобы, без посторонней помощи где-то в Тьерра-Фирме во время революционных событий украл лихтер, полный серебра. Автор не слышал об этом больше никаких подробностей, так как не особо интересовался историями разных преступлений, поэтому вспомнил о нём лишь 26—27 лет спустя, в 1902 г., когда на полке одного мелкого букинистического магазинчика нашёл автобиографию некого американского моряка, написанную с помощью журналистов. В ходе своих скитаний этот моряк оказался на борту шхуны, хозяином и капитаном которой был тот самый вор, о котором автор слышал историю в молодости. Этому типу, судя по воспоминаниям моряка, действительно удалось увести лихтер с серебром и удалось лишь потому, что его наниматели ему всецело доверяли, очевидно, не разбираясь в людях. В автобиографии моряка капитан представлен как абсолютный мошенник, мелкий жулик, дико жестокий и замкнутый.

## Экранизация
В 1996 году вышел четырёхсерийный мини-сериал «Ностромо» совместного производства Великобритании, Италии, Испании и США, режиссёр Аластер Рейд.

## Культурное влияние
- Имя главного героя, моряка по прозвищу «Ностромо», и название вымышленного города «Сулако» из романа были использованы в фильмах «Чужой» и «Чужие» в качестве названий космических кораблей (см. «Ностромо», «Сулако»).
- В вымышленной вселенной Warhammer 40000 есть планета под названием Нострамо (Nostramo), которая является родиной одного из героев — примарха Конрада Кёрза (Konrad Curze), названного также как и автор романа Джозеф Конрад.
- Книга «Ностромо» используется в сериале «Колония» для передачи шифрованных сообщений в борьбе против колониального режима неких пришельцев, ограничивающих человечество.
- В 1998 году произведение было включено в список 100 лучших англоязычных романов XX века, а американский писатель Скотт Фицджеральд отметил, что он сам предпочёл бы «написать Ностромо, чем любой другой роман»[4].